# Eurobahn
Eurobahn es la marca utilizada por el operador ferroviario Keolis Deutschland para los servicios de pasajeros en Renania del Norte-Westfalia y Baja Sajonia con trenes transfronterizos a Venlo y Hengelo (Países Bajos), lo que lo convierte en el mayor proveedor privado de transporte público de pasajeros por ferrocarril en Renania del Norte-Westfalia. La compañía tiene aproximadamente 500 empleados. Estos incluyen más de 400 maquinistas de trenes y gerentes de cuenta. Toda la red de rutas cubre 16.3 millones de kilómetros de tren (a partir de 2018).
Para mantener los trenes, cuentan con talleres en Heessen (para vagones eléctricos) y Bielefeld (para vagones a diesel). Keolis Deutschland GmbH & Co. KG, con sede en Dusseldorf, es una filial de Keolis, que a su vez es una filial del ferrocarril nacional francés SNCF.

## Galería de imágenes

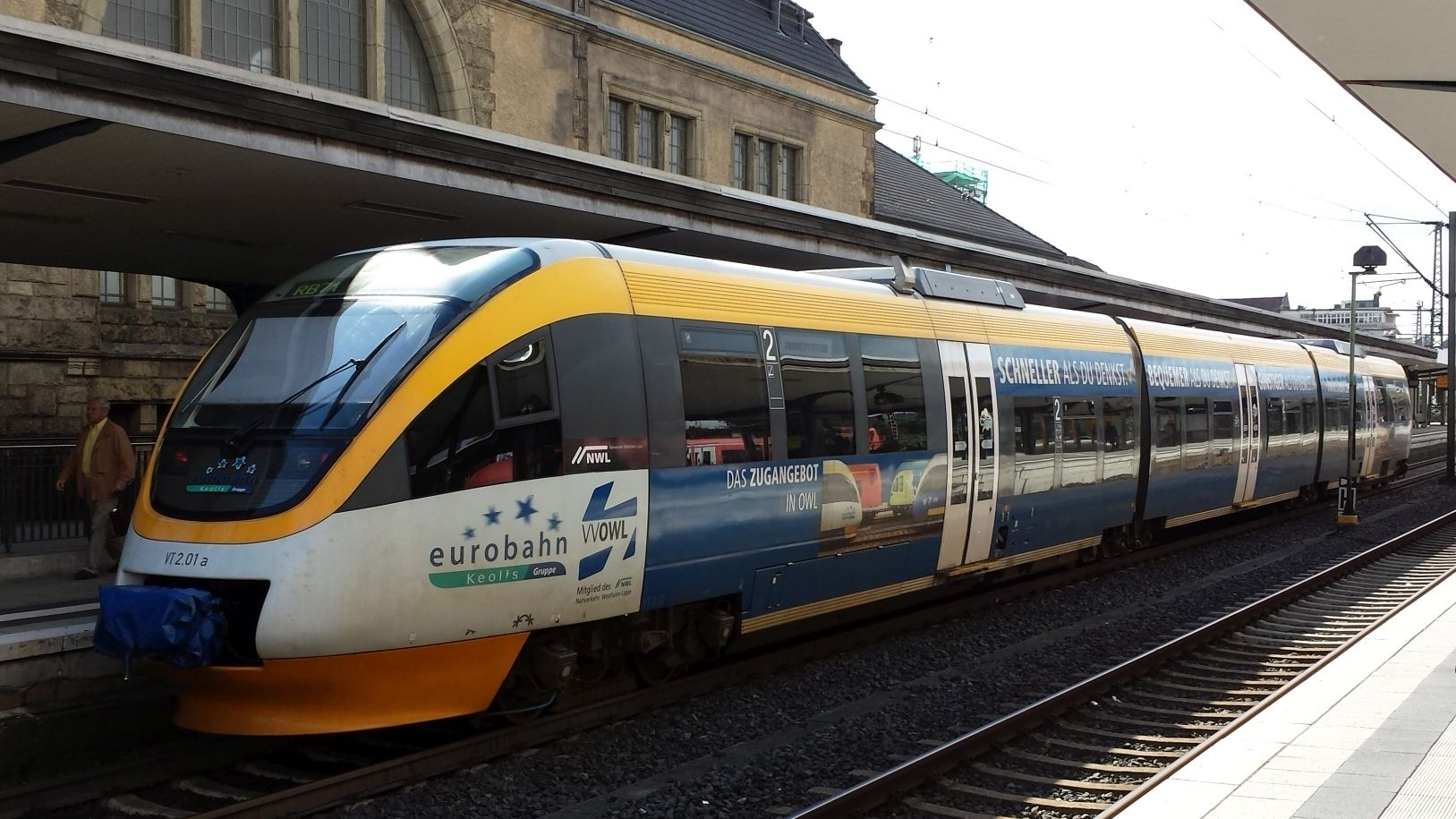
Eurobahn Talento VT 2.01  en la Estación central de tren de Bielefeld
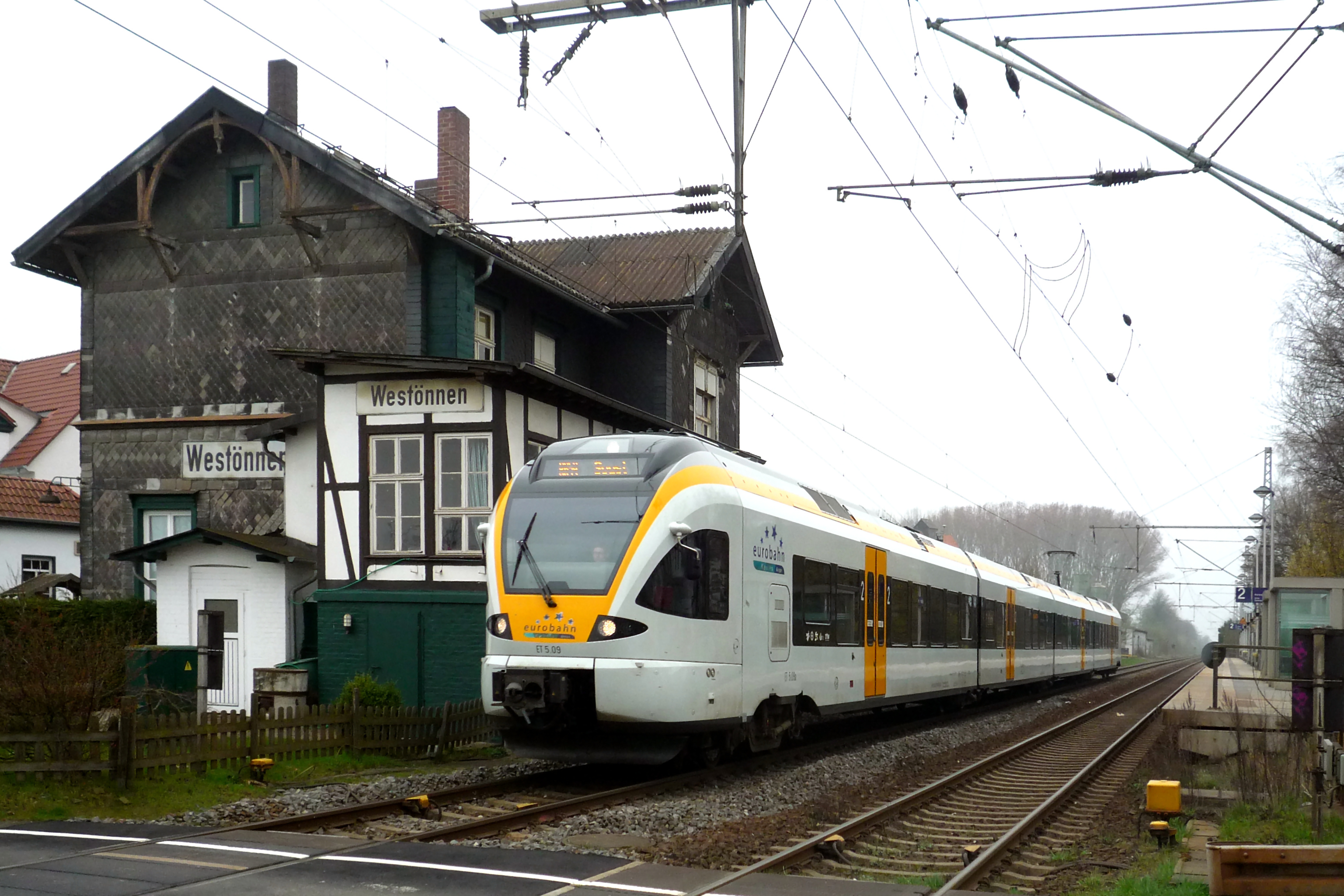
Eurobahn ET 5.09 en Westönnen
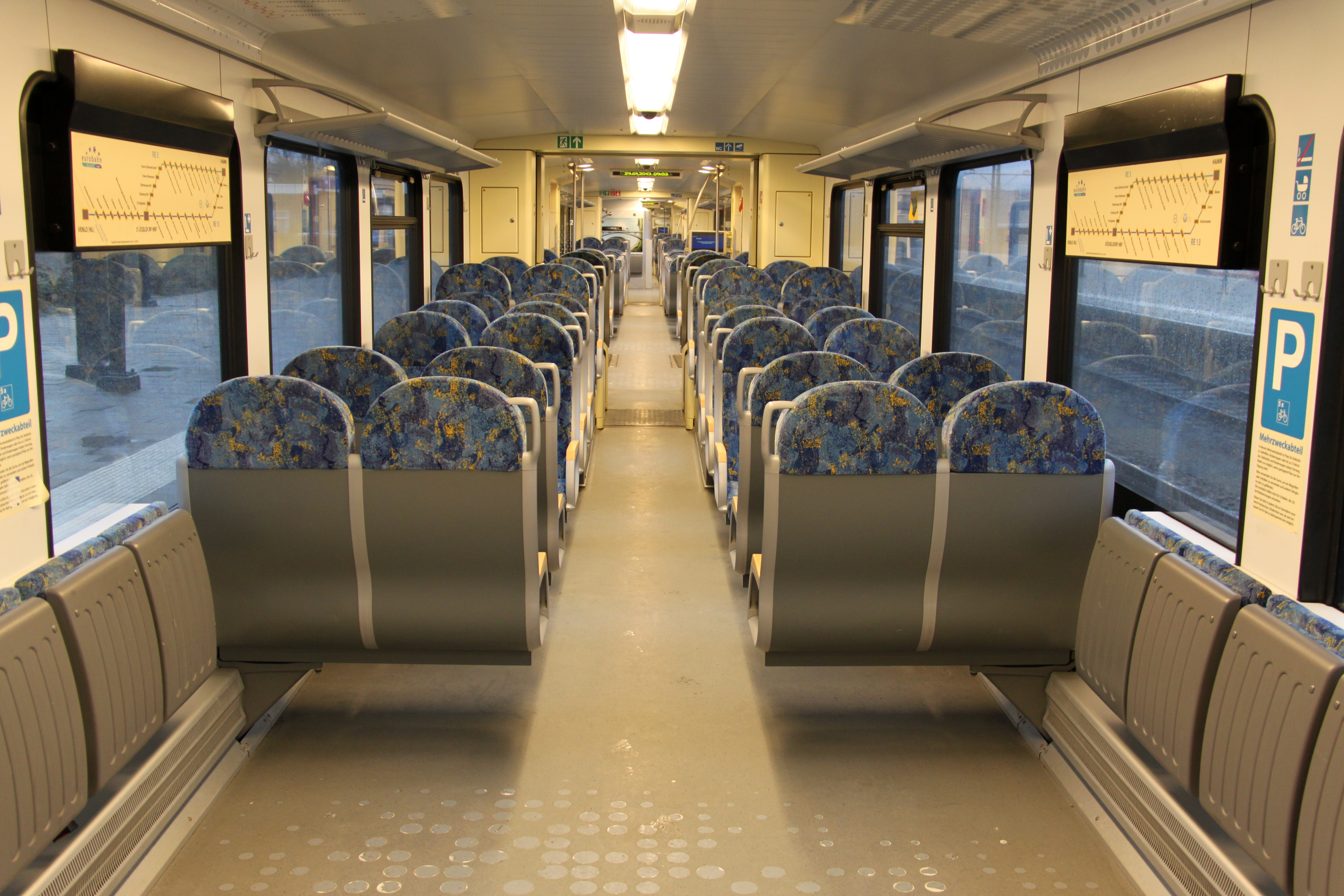
Vista interior del Eurobahn
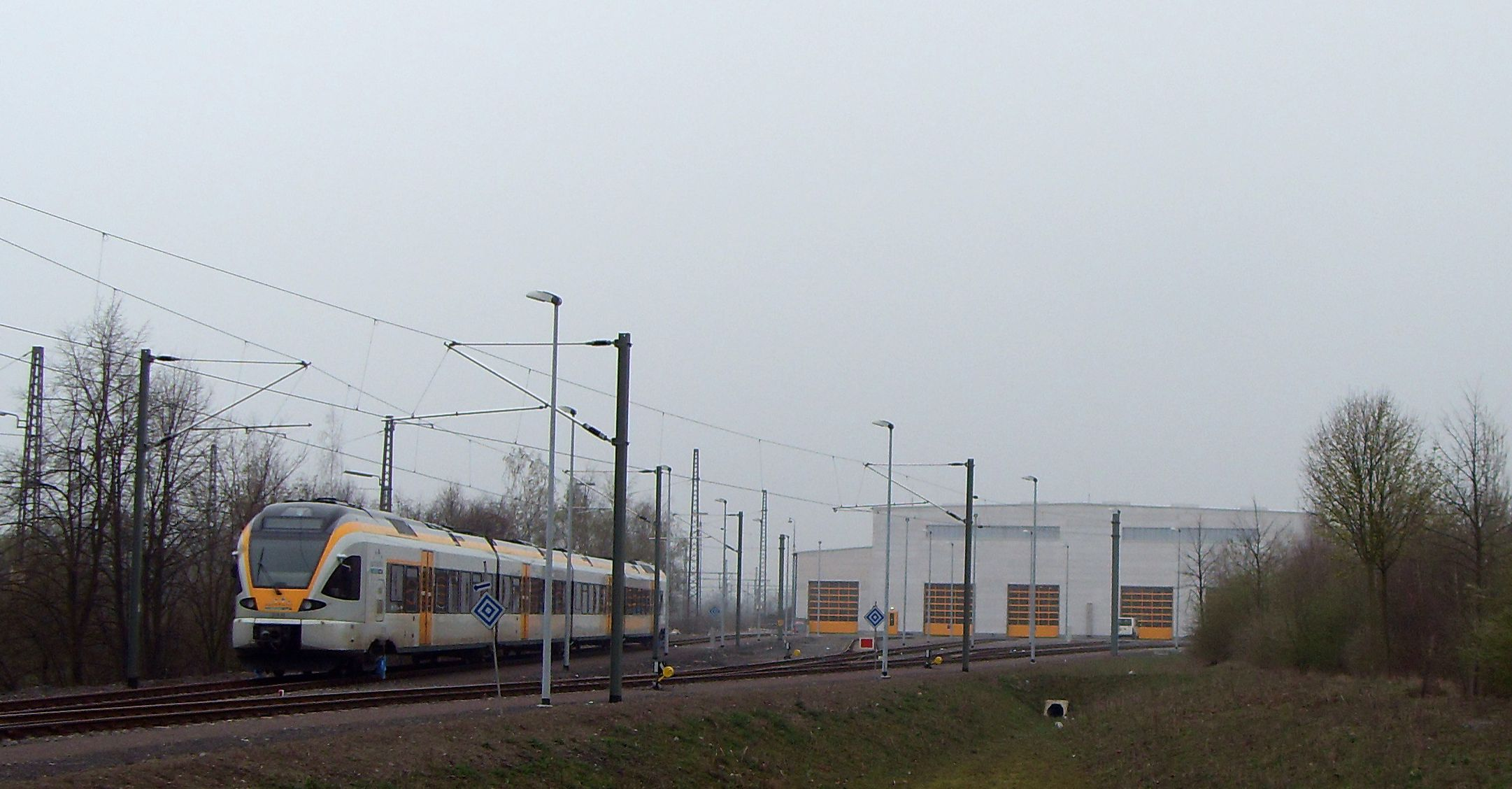
Taller de EurobahnBw-Hamm Heessen
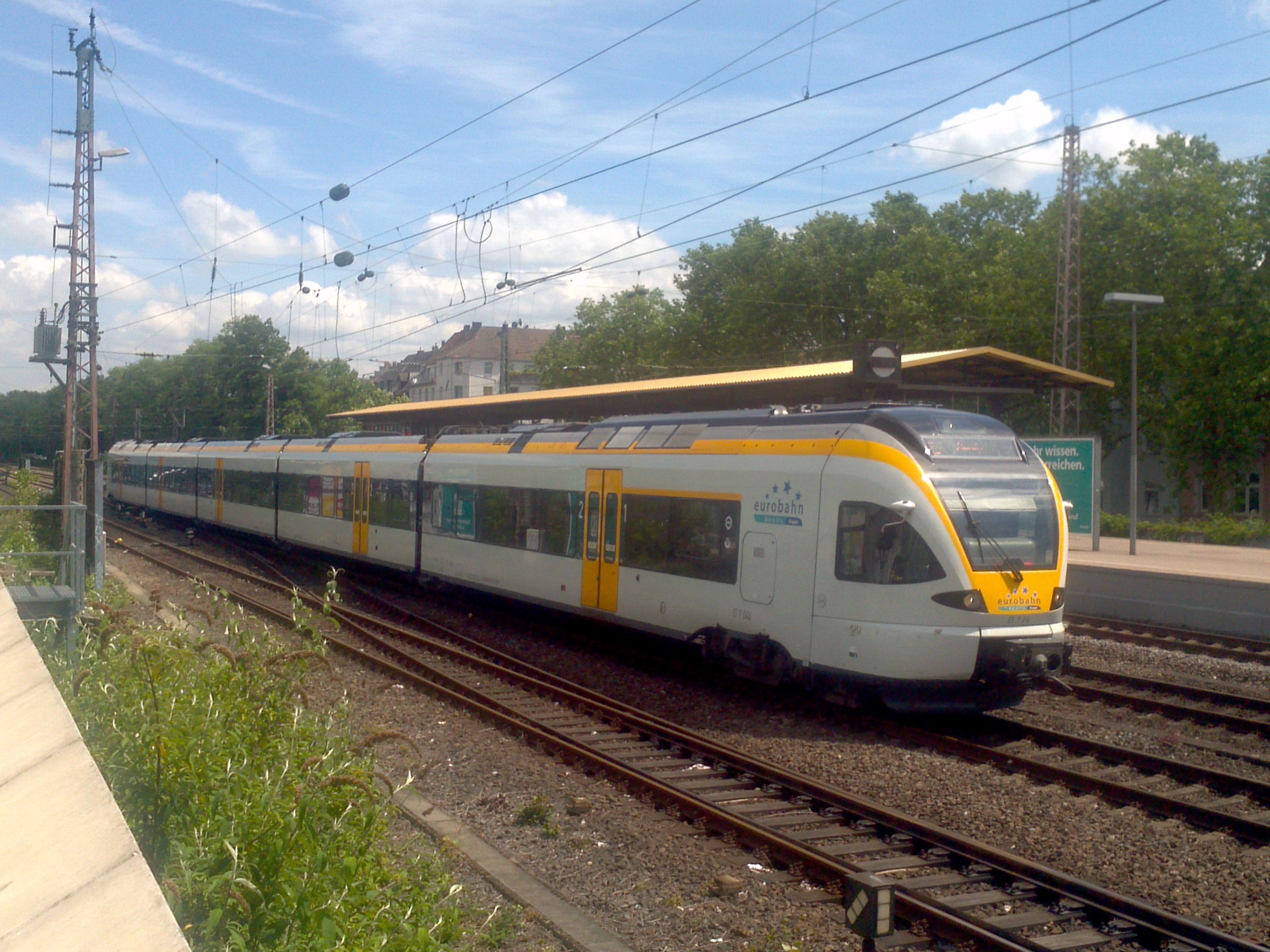
Eurobahn en Düsseldorf-Bilk
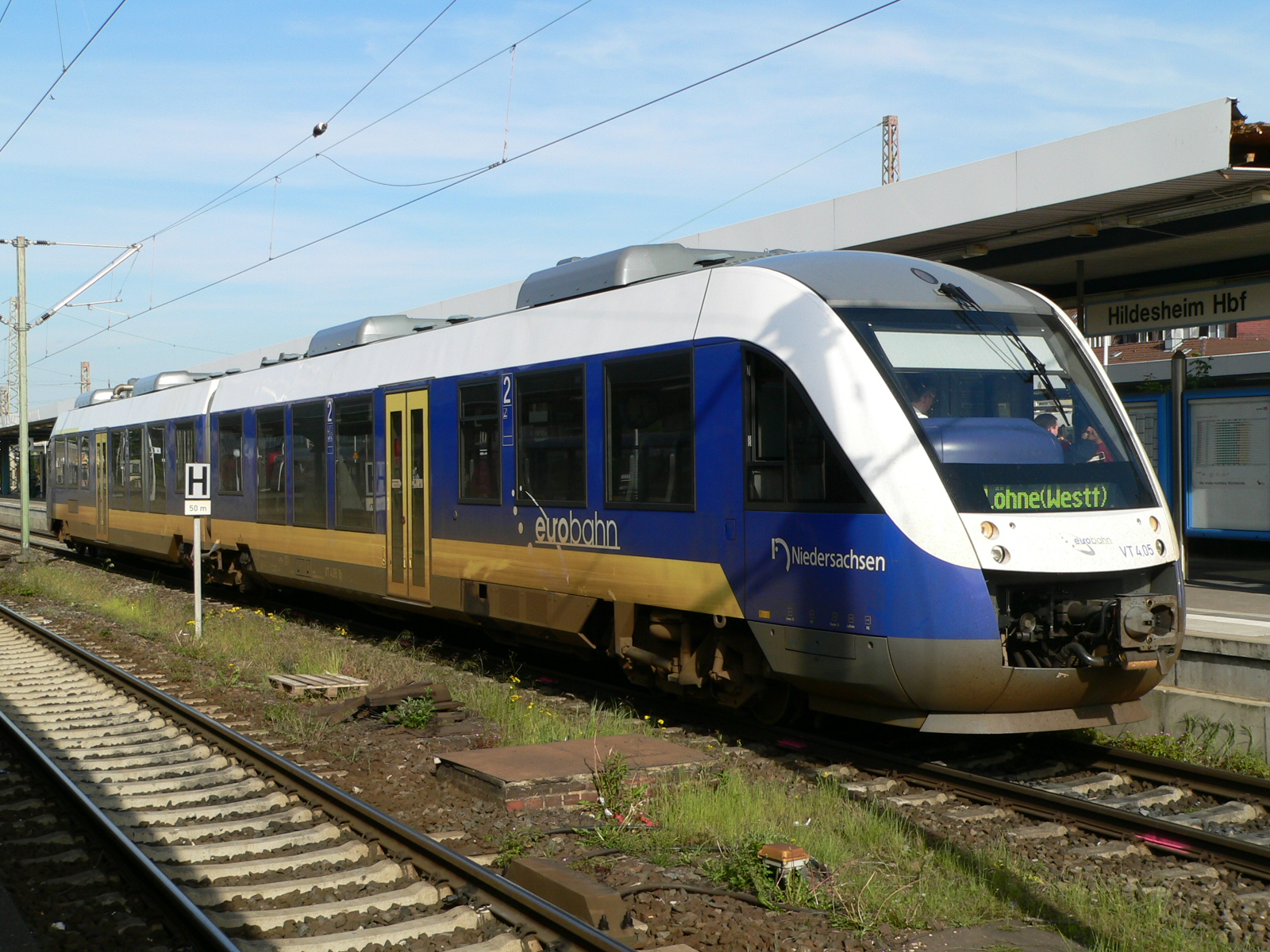
Alstom Coradia LINT en la Estación central de trenes de Hildesheim en 2011